# Bernard Gauthier (athlétisme)
Pour les articles homonymes, voir Bernard Gauthier et Gauthier.
Bernard Gauthier (né le 4 juillet 1949 à Orléans) est un athlète français, mesurant un mètre 80, spécialiste du saut en hauteur.

## Biographie
Le 24 juin 1972, à Bourges, il établit un nouveau record de France du saut en hauteur avec 2,20 m,. Ce record sera battu en juillet 1973 par Paul Poaniewa.
Il se classe 14e des Jeux olympiques de 1972 à Munich avec la marque de 2,15 m.